# Comuna Jovid, Snovsk
Jovid (în ucraineană Жовідь) este o comună în raionul Snovsk, regiunea Cernihiv, Ucraina, formată din satele Jovid (reședința) și Pișceanka.

## Demografie
Componența lingvistică a comunei Jovid
     Ucraineană (95,56%)
     Rusă (4,44%)
Conform recensământului din 2001, majoritatea populației comunei Jovid era vorbitoare de ucraineană (95,56%), existând în minoritate și vorbitori de rusă (4,44%).